# Delonix tomentosa
Delonix tomentosa es una especie de leguminosa(familia Fabaceae). Se encuentra únicamente en Madagascar.

## Taxonomía
Delonix tomentosa fue descrita por (R.Vig.) Capuron y publicado en Adansonia: recueil périodique d'observations botanique, n.s. 8(1): 16. 1968.
Etimología
Delonix: nombre genérico que deriva de las palabras griegas δηλος ( delos ), que significa "evidente", y ονυξ ( ónix ), que significa "garra", refiriéndose a la forma de los pétalos
tomentosa: epíteto latino que significa "con tomento, peluda"
Sinonimia
- Poinciana tomentosa R.Vig.[5]